# Todas las veces que nos enamoramos
Todas las veces que nos enamoramos (bra: Apaixonados Outra Vez; prt: Sempre que nos apaixonamos) é uma série de televisão via streaming de origem espanhola, do gênero Comédia romântica criada por Carlos Montero para a plataforma Netflix. É protagonizada por Georgina Amorós, Franco Masini, Albert Salazar, Carlos González, Blanca Martínez e Roser Vilajosana. Estreou na plataforma dia 14 de fevereiro de 2023.

## Resumo
Em setembro de 2003, Irene (Georgina Amorós) chega a Madrid querendo conquistar o mundo e se tornar uma diretora de cinema. Lá conhece seus melhores amigos e também Julio (Franco Masini), que seria o protagonista perfeito para seus filmes e também para sua vida. Mas a vida sempre tem outros planos.

## Elenco e personagens

### Principal
- Georgina Amorós como Irene Lamala Cabezudo
- Franco Masini como Julio Mera
- Carlos González como Damián "Da" Rodríguez
- Blanca Martínez como Jimena
- Albert Salazar como Fernando "Fer"
- Jorge Suquet como Óscar Romano
- Roser Vilajosana como Adriana "Adri"
- Alejandro Jato como Gonzalo
- Kyle Scudder como Matt
- Fernanda Orazi como Julia
- Nadia Torrijos como Karma
- Mariola Fuentes como Rosana Librero
- Tábata Cerezo como Marta
- Marta Aledo como Sandra
- Rocío León como Minerva León
- Mariona Terés como Rocío
- Álex Villazán como Iván
- Óscar de la Fuente como Ramón Lamala
- Silvia Abril como Trinidad "Trini" Cabezudo
- Guillermo Toledo como Pablo
- Consuelo Trujillo como Laia Montaner
- Jan Cornet como Ele mesmo
- Alejandro Amenábar como Ele mesmo

## Episódios
| Temporada | Temporada | Episódios | Episódios | Originalmente exibido   |                         |
| --------- | --------- | --------- | --------- | ----------------------- | ----------------------- |
|           | 1         | 8         | 8         | 14 de fevereiro de 2023 | 14 de fevereiro de 2023 |

## Produção
Em abril de 2022, Netflix anunciou que estava trabalhando em uma nova série de Carlos Montero para a plataforma, depois de Elite, A Desordem que Ficou e Feria - Segredos Obscuros, intitulado Meet Cute, cujas filmagens já haviam começado no final de 2021. Georgina Amorós e Franco Masini foram confirmados como os protagonistas da série. Em algum momento da produção, o título mudou de Meet Cute para Todas las veces que nos enamoramos.

## Lançamento
Em 16 de janeiro de 2023, a Netflix lançou o trailer da série e confirmou sua estreia para 14 de fevereiro de 2023.